# ديجان فوكوييفيتش
ديجان فوكوييفيتش (بالسويدية: Dijan Vukojevic)‏ هو لاعب كرة قدم سويدي في مركز الوسط، ولد في 12 سبتمبر 1995 في يونشوبينغ في السويد. لعب مع نادي نوربي ‏.

## وصلات خارجية
- ديجان فوكوييفيتش على موقع اتحاد السويد (السويدية)
- ديجان فوكوييفيتش على موقع قاعدة بيانات كرة القدم.إي يو (الإنجليزية)
- ديجان فوكوييفيتش على موقع Soccerway.com (الإنجليزية)